# Weven

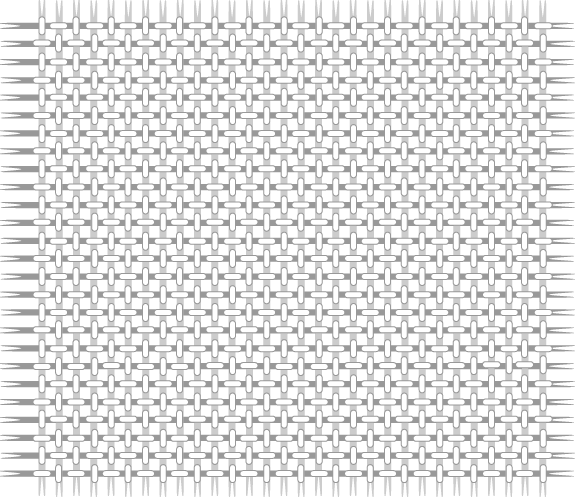
Effenbinding

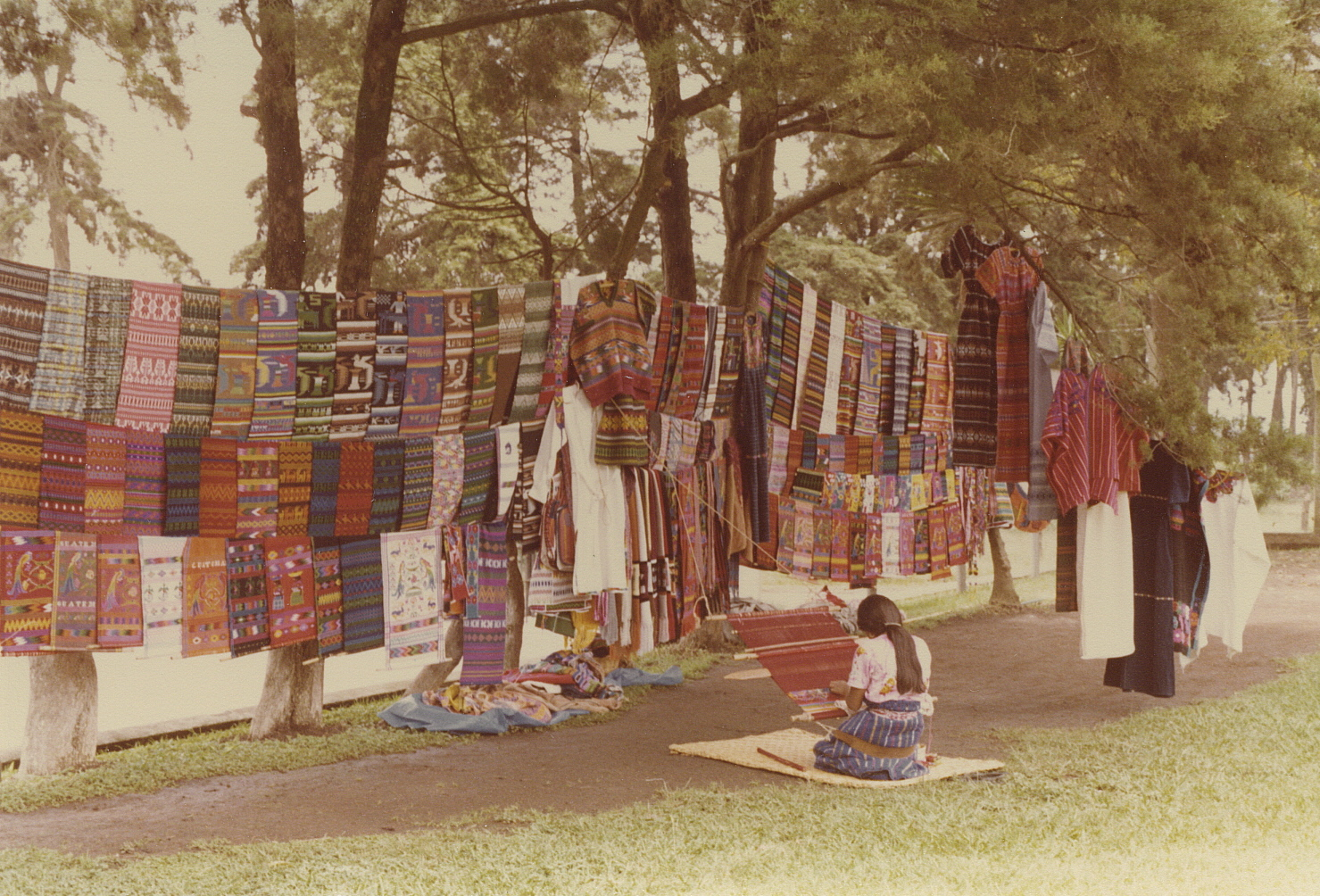
Traditioneel weven in Guatemala

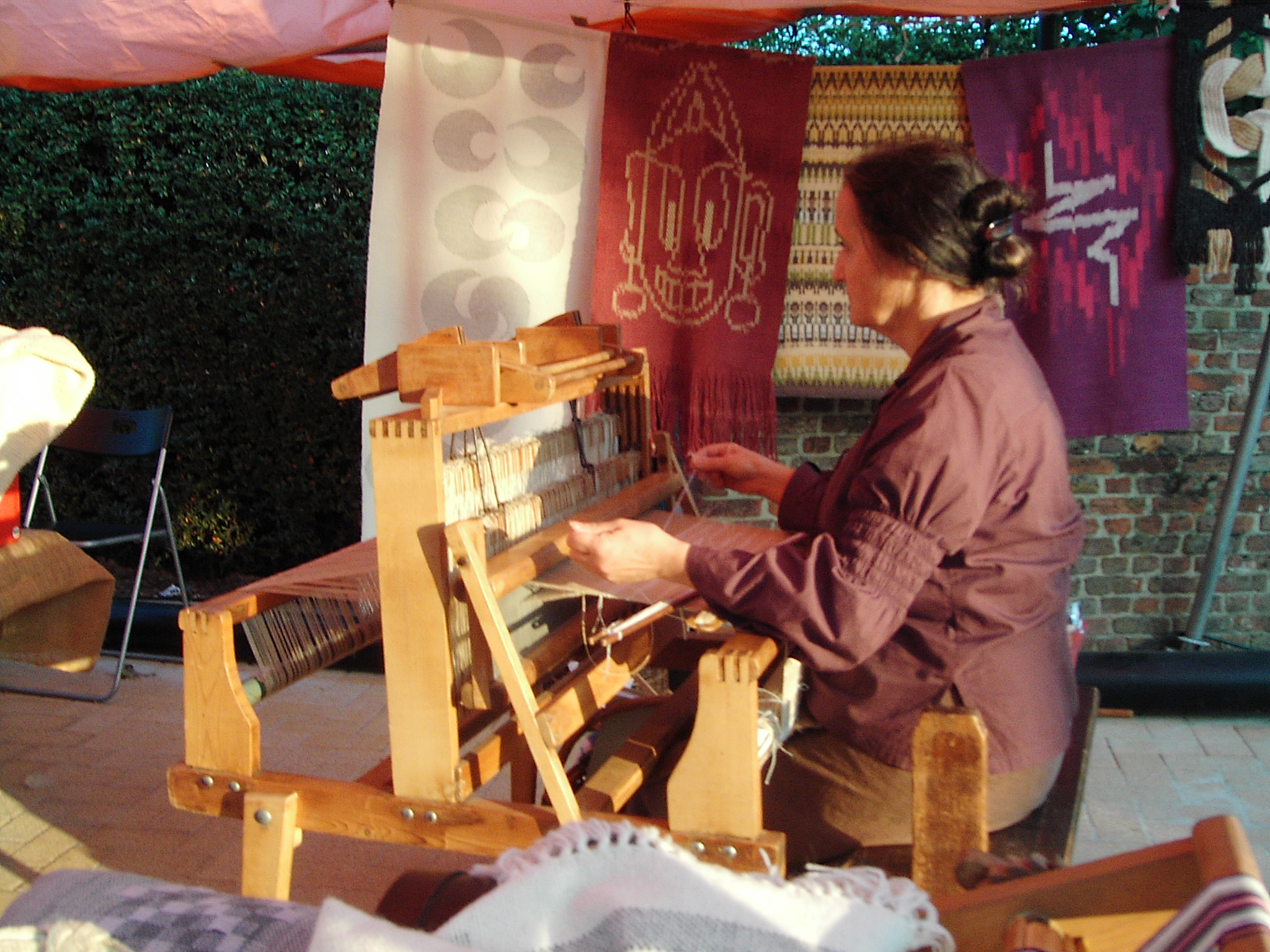
Weven in een demonstratie op de Pompoendag

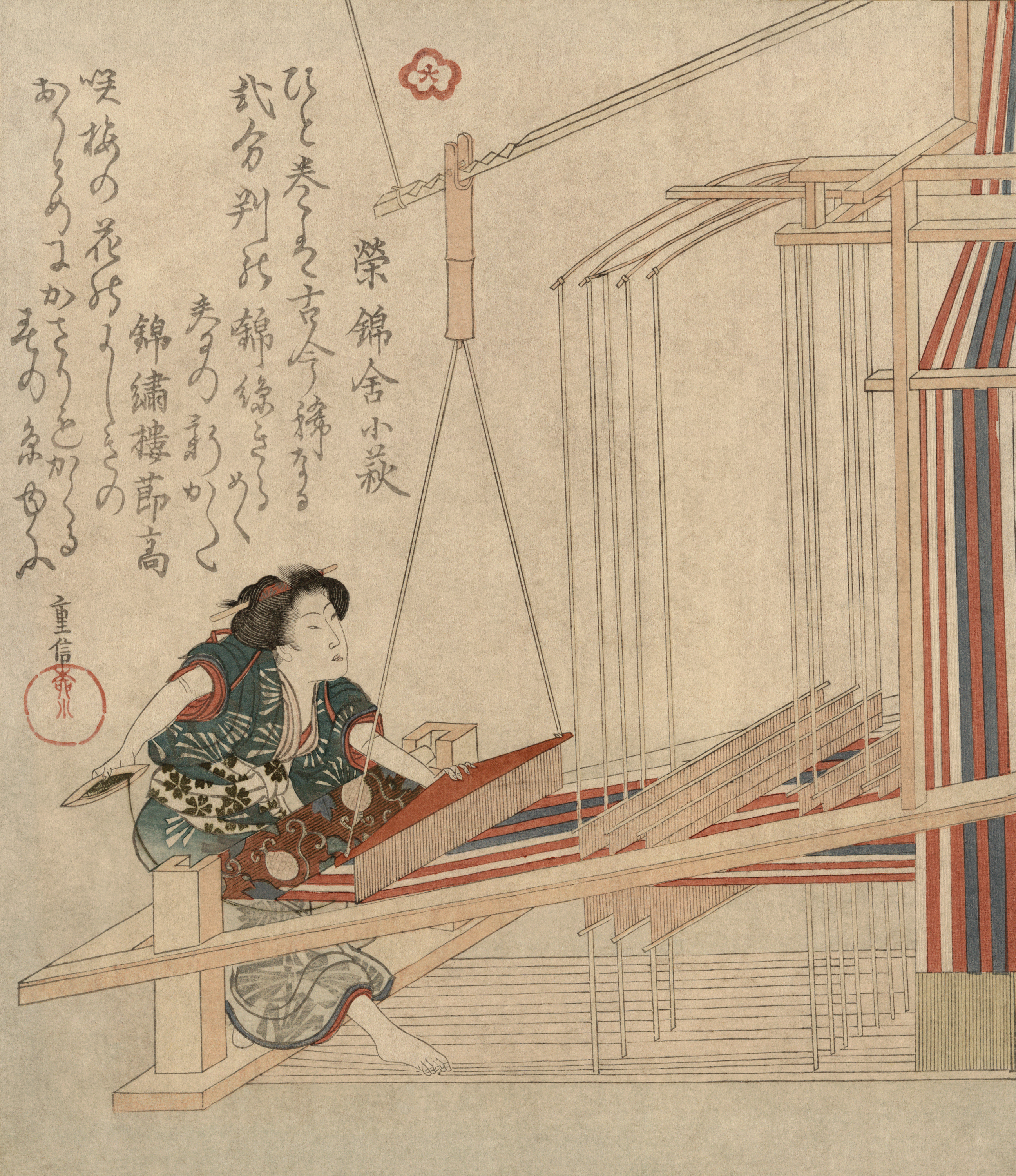
Japanse weefster

Weven is het vervlechten van horizontale en verticale groepen draden tot textiel. Het is een zeer oude techniek waarop heel veel varianten bestaan. De draden waarmee textiel wordt geweven kunnen van natuurlijk materiaal zijn, zoals wol, vlas, katoen, hennep of zijde, of van kunstvezels, zoals kunstzijde, nylon (polyamide), polyester, acryl, aramide of elastaan. Gemengde weefsels bestaan uit een combinatie van twee of meer van deze vezels.
Omstreeks 27.000 jaar geleden werd er al geweven.

## Beschrijving
Voor het weven spant men een aantal draden parallel op. De constructie waarop dit gebeurt heet scheren. De opgespannen draden heten schering. Soms moeten deze scheringdraden (of kettingdraden) gelijmd (gesterkt) worden om meer veerkracht en weerstand te hebben tegen breuk tijdens het weven.
Vervolgens worden een voor een andere draden haaks hierop (of één draad steeds heen en weer), tussen de schering doorgeleid. Deze draden heten inslagdraden, en worden vaak strak tegen elkaar aangedrukt. (De termen schering en inslag zijn ook bekend van de uitdrukking dat is schering en inslag.) In het eenvoudigste geval gaat het om een effenbinding.
Het weefpatroon wordt gedefinieerd door het zogenaamde bindingsrapport, het kleinste steeds terugkerende patroon. Bij de effenbinding bestaat dit uit twee ketting- en twee inslagdraden.
Het weven kan plaatsvinden (en heeft plaatsgevonden in de loop der tijd) in allerlei gradaties van geavanceerdheid, met bijvoorbeeld een handweefgetouw of een mechanisch weefgetouw.

## Het weven
Bij een weefgetouw kunnen de draden van de schering (of ketting) per groep worden opgetild door schachten of kammen. Door in een bepaald patroon de kettingdraden op te tillen of te laten vallen, ontstaan welbepaalde ingeweven patronen (bindingen), die soms heel ingewikkeld kunnen zijn. 
Tot het midden van de twintigste eeuw werden de inslagdraden met behulp van een schietspoel in het weefsel geweven. Deze schietspoel is een schuitvormig blokje, waarin een spoel met draad tijdens het heen en weer bewegen wordt afgewikkeld.

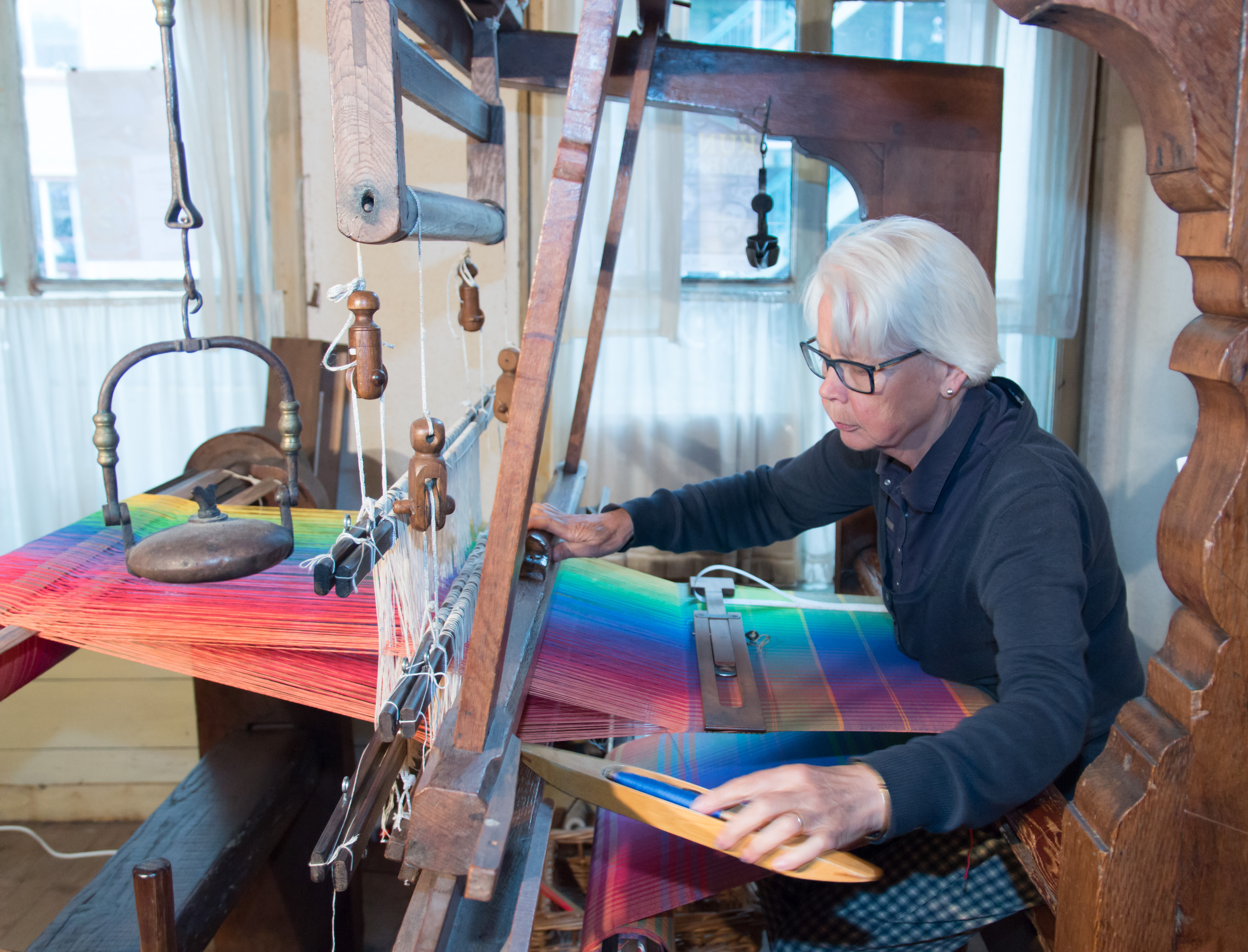
Schieten van de spoel (Museum Het Leids Wevershuis)
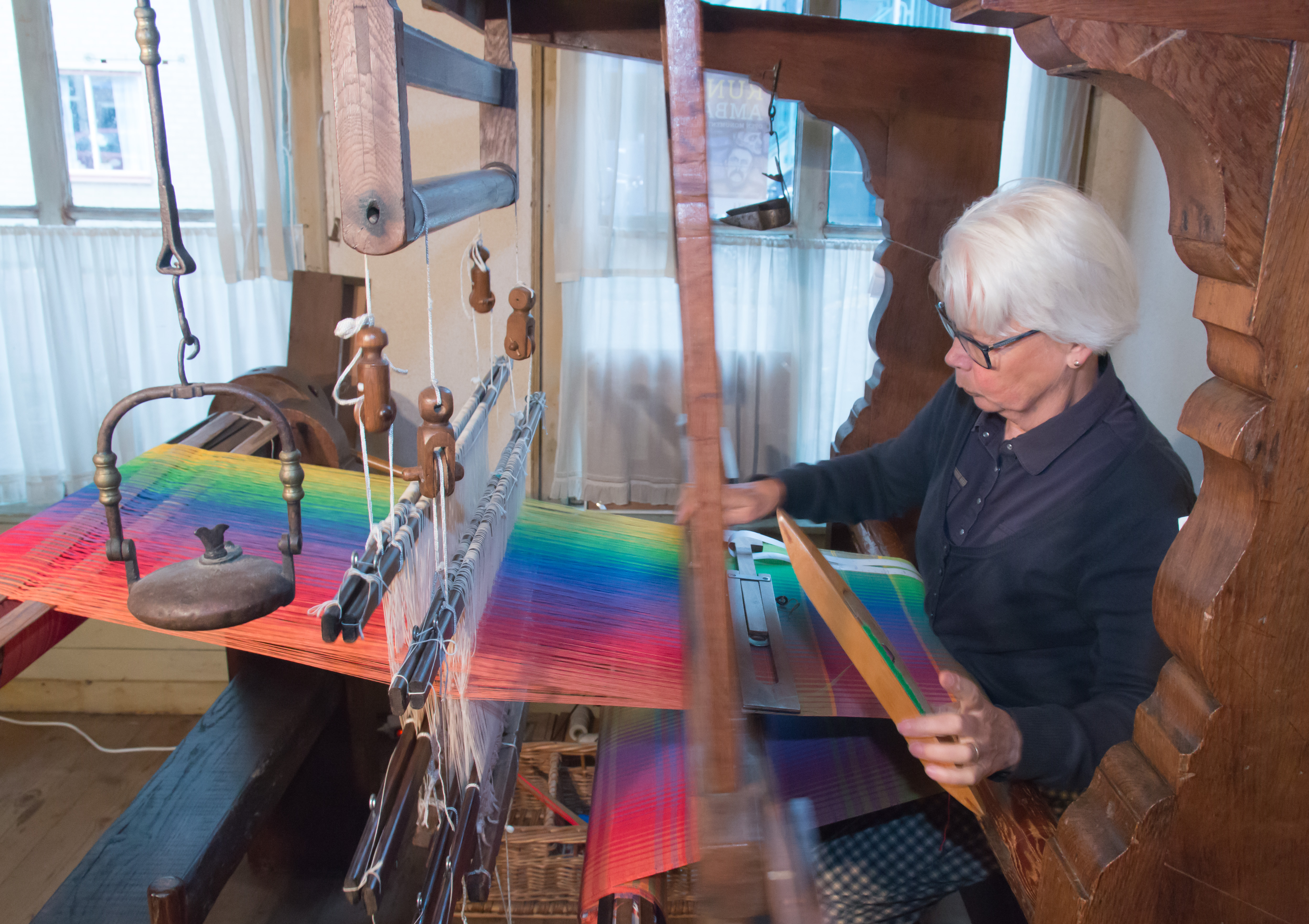
Aanslaan met het riet

## Patronen of bindingen
Het eenvoudigste patroon wordt gevormd door de linnenbinding, platbinding, ook wel effen- of snelbinding genoemd. Hiervoor moet de inslagdraad telkens één kettingdraad opnemen en de volgende laten vallen. De ene inslagdraad neemt de even genummerde kettingdraden op, de volgende de oneven kettingdraden. Bij ingewikkelder patronen kan de inslagdraad twee of meer kettingdraden in een keer opnemen. Combinaties zijn eveneens mogelijk, waarbij de inslagdraad twee kettingdraden opneemt en er vervolgens één laat vallen (de kettingkeper), of omgekeerd (de inslagkeper). Anderzijds kunnen er ook twee of meer kettingdraden worden opgenomen en een gelijk aantal worden overgeslagen (de gelijkzijdigkeper). Wanneer men het beginpunt steeds verder opschuift ontstaat de keper, een schuine ribbel in het weefsel.

## Soorten getouwen
Bij modernere weefmachines worden de inslagdraden ingebracht met ofwel starre stangen (grijpers genoemd), met een klein metalen projectiel (op Sulzer weefgetouwen) of de inslagdraden kunnen ingebracht worden met luchtdruk en/of waterstraal. Het soort weefgetouw en de gebruikte techniek om de inslagdraden in te weven worden meestal bepaald door het soort weefsel dat men wenst te weven.
Voor tapijten en zware weefsels worden meestal grijpers gebruikt.
Bij weefmachines die met waterstraaltechniek werken kan men meestal slechts met synthetische garens weven.

## Afbeeldingen

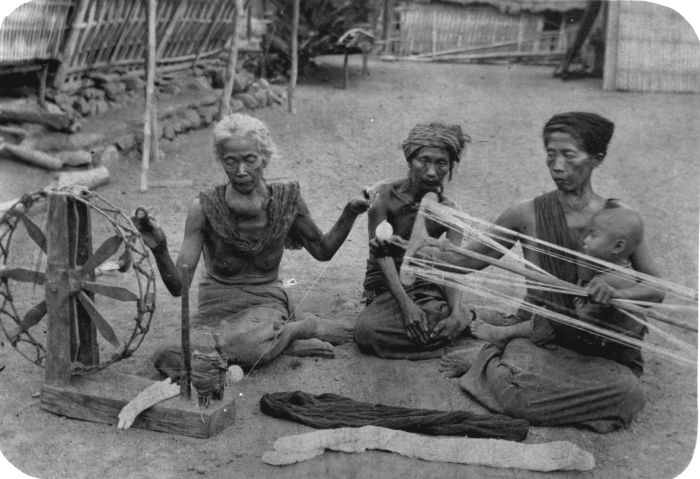
Het weven van heilige doeken, Wereldmuseum Amsterdam
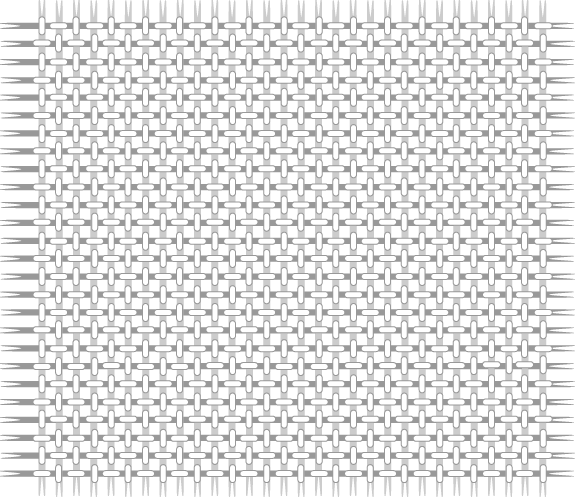
Linnenbinding